# Kanton La Châtaigneraie
La Châtaigneraie is een kanton van het departement Vendée in Frankrijk. Het kanton maakt deel uit van het arrondissement Fontenay-le-Comte.

## Gemeenten
Het kanton La Châtaigneraie omvatte tot 2014 de volgende 20 gemeenten:
- Antigny
- Bazoges-en-Pareds
- Breuil-Barret
- Cezais
- La Chapelle-aux-Lys
- La Châtaigneraie (hoofdplaats)
- Cheffois
- Loge-Fougereuse
- Marillet
- Menomblet
- Mouilleron-en-Pareds
- Saint-Germain-l'Aiguiller
- Saint-Hilaire-de-Voust
- Saint-Maurice-des-Noues
- Saint-Maurice-le-Girard
- Saint-Pierre-du-Chemin
- Saint-Sulpice-en-Pareds
- La Tardière
- Thouarsais-Bouildroux
- Vouvant

Na de herindeling van de kantons door het decreet van 17 februari 2014, met uitwerking op 22 maart 2015 omvatte het kanton 40 gemeenten.
Op 1 januari 2016 werden de gemeenten Mouilleron-en-Pareds en Saint-Germain-l'Aiguiller samengevoeegd tot de fusiegemeente (commune nouvelle) Mouilleron-Saint-Germain.
Op 1 januari 2023 fuseerden de gemeente Breuil-Barret, La Chapelle-aux-Lys en La Tardière tot de commune nouvelle Terval.
Sinds 2023 omvat het kanton volgende 37 gemeenten:
- La Châtaigneraie
- Antigny
- Bazoges-en-Pareds
- Bourneau
- La Caillère-Saint-Hilaire
- Cezais
- La Chapelle-Thémer
- Cheffois
- L'Hermenault
- La Jaudonnière
- Loge-Fougereuse
- Marillet
- Marsais-Sainte-Radégonde
- Menomblet
- Mouilleron-Saint-Germain
- Petosse
- La Réorthe
- Saint-Aubin-la-Plaine
- Saint-Cyr-des-Gâts
- Saint-Étienne-de-Brillouet
- Saint-Hilaire-de-Voust
- Saint-Jean-de-Beugné
- Saint-Juire-Champgillon
- Saint-Laurent-de-la-Salle
- Saint-Martin-des-Fontaines
- Saint-Martin-Lars-en-Sainte-Hermine
- Saint-Maurice-des-Noues
- Saint-Maurice-le-Girard
- Saint-Pierre-du-Chemin
- Saint-Sulpice-en-Pareds
- Saint-Valérien
- Sainte-Hermine
- Sérigné
- Terval
- Thiré
- Thouarsais-Bouildroux
- Vouvant